# Feldingbjerg Kirke
Feldingbjerg Kirke ligger i Stoholm Sogn der ind til 2007 hed Feldingbjerg Sogn, og er et sogn i Viborg Domprovsti (Viborg Stift). Sognet ligger i Viborg Kommune
Kirken består af skib og kor, tårn mod vest og våbenhus mod nord. Skib og kor er fra romansk tid af granitkvadre på sokkel med skråkant; Våbenhuset er nyere. Nordmuren og korets østgavl er urørte, med de oprindelige vinduer; de øvrige mure og
norddøren er omsatte. Tårnet er af kvadre fra vestgavlen og munkesten. Det hvælvede Tårnrum har rundbue ind til skibet, mens kirken i øvrigt har fladt loft. Altertavle er i sen renæssancestil, og der er blystager med Johan Anreps og Fru Tale
Kaas navn og våben, fra 1630. Der er en romansk døbefont af granit, prædikestol i
renæssancestil fra 1640 og en klokke fra 1513. En begravelse under koret blev lukket 1863,
og omtrent 20 kister blev genbegravet på kirkegården.

## Eksterne kilder og henvisninger
- Feldingbjærg Sogn i J.P. Trap: Kongeriget Danmark, udarbejdet af H. Weitemeyer (3. udgave, 4. bind 1901)
- Feldingbjerg Kirke Arkiveret 19. september 2015 hos  Wayback Machine hos KortTilKirken.dk

- Wikimedia Commons har flere filer relateret til Feldingbjerg Kirke